# Hexatoma (Eriocera) laddeyi
Hexatoma (Eriocera) laddeyi is een tweevleugelige uit de familie steltmuggen (Limoniidae). De soort komt voor in het Neotropisch gebied.